# لیدو بیچ (نیویورک)
لیدو بیچ (به انگلیسی: Lido Beach) یک منطقهٔ مسکونی در ایالات متحده آمریکا است که در شهرستان ناساو، نیویورک واقع شده‌است. لیدو بیچ ۱۱٫۰ کیلومتر مربع مساحت و ۲٬۸۹۷ نفر جمعیت دارد و ۰ متر بالاتر از سطح دریا واقع شده‌است.